# Oribacterium
Oribacterium es un género de bacterias grampositivas de la familia Lachnospiraceae. Fue descrito en el año 2004. Su etimología hace referencia a bacteria de la boca. Es grampositiva, aunque se puede teñir gramnegativa por la delgada pared. Es anaerobia estricta y móvil con flagelo lateral, de 2 a 4. Se suele encontrar en la cavidad oral, aunque también se ha aislado del rumen de ganado.
Está formado por tres especies: Oribacterium asaccharolyticum, Oribacterium parvum y Oribacterium sinus.